# 托拉尔夫·彼得斯
托拉尔夫·彼得斯（德語：Thoralf Peters，1968年1月13日—），德国男子赛艇运动员。他曾代表德国参加1992年夏季奥林匹克运动会赛艇比赛，获得男子四人单桨有舵手银牌。